# Lojban
Lojban (AFI /ˈloʒban/) es un idioma construido, más exactamente una lengua lógica, basado en la lógica de primer orden (lógica predicativa) creada por el Logical Language Group en 1987. Su predecesor es el Loglan, el lenguaje lógico original creado por James Cooke Brown.
El desarrollo del lenguaje lo inició en 1987 el Logical Language Group (Grupo del lenguaje lógico), que intentaba lograr los propósitos del Loglan, así como complementar el lenguaje haciéndolo más práctico y libremente disponible. Después de un largo período de debates y pruebas, la base fue completada en 1988 con la publicación del The Complete Lojban Language (El lenguaje Lojban completo).
El nombre lojban es una combinación de loj y ban, que son las formas cortas de logji (lógica) y bangu (lenguaje), respectivamente. Lojban es un lenguaje hablado, usado para la comunicación entre personas. Aun siendo capaz de expresar los conceptos lógicos más complicados, es altamente flexible. Dependiendo del grado que el hablante desee, puede parecerse a un lenguaje natural o a un lenguaje de programación, o a otros idiomas construidos, pudiendo ser semánticamente ambiguo, poético, preciso o neutral.
Las principales fuentes del vocabulario básico son los seis idiomas más hablados del mundo: chino mandarín, inglés, hindi, español, ruso y árabe, escogidos para aumentar la familiaridad de las palabras a personas con diversos entornos lingüísticos. El lenguaje tomó componentes de otros lenguajes construidos. Un ejemplo notable es el conjunto de indicadores del Láadan. También Toki Pona y el Esperanto son similares al Lojban en cierta medida.
En este artículo, las explicaciones de sus aspectos gramaticales se basarán casi completamente en El lenguaje Lojban completo; el modo latino se usará para la ortografía.

## Historia

### Orígenes (1955-1987)
El predecesor del lojban, Loglan, fue inventado por James Cooke Brown en 1955 y desarrollado por el Instituto Loglan. El Loglan fue inicialmente concebido como un medio para examinar la influencia del lenguaje en el pensamiento del sujeto (una tesis conocida como la hipótesis de Sapir-Whorf).
Al empezar Brown a reclamar derechos de autor sobre los componentes del lenguaje, las actividades de la comunidad de Loglan quedaron restringidas. Con el propósito de evitar este control, un grupo de personas decidieron iniciar un proyecto separado, apartándose de la base léxica del Loglan y reinventando todo el vocabulario, lo que dio lugar al léxico actual del lojban. Este grupo de personas estableció en 1987 el Grupo del lenguaje lógico, con sede en Washington D. C.. También ganaron un juicio acerca de si podían llamar "Loglan" a su versión del lenguaje.

### El período de congelamiento (1997-2002)
Después de la publicación de El lenguaje lógico completo, se esperaba que "se establezca el léxico documentado y la combinación del léxico y la gramática comprensiva se congele por un período mínimo de 5 años mientras el uso del lenguaje crezca" Como quedó fijado, este período, al que se ha llamado oficialmente el "congelamiento", expiró en 2002. Los hablantes de Lojban ahora son libres de construir sus propias palabras y expresiones, y de decidir hacia dónde va el lenguaje.

## Principales características
El Lojban conserva muchas de las características de Loglan:
- Su gramática está basada en la lógica de predicados, diseñado para expresar construcciones lógicas complejas con precisión.
- No tiene irregularidades ni ambigüedades en la ortografía ni la gramática. Esto da lugar a una gran claridad para su análisis sintáctico por computadora.
- Se habla exactamente de la forma en que se escribe. Por ejemplo, existen varias palabras equivalentes al signo ? utilizado en diferentes idiomas para señalar una pregunta al final de la misma. En español no existe una forma hablada de este símbolo, las preguntas se indican mediante un cambio en la entonación al inicio de la oración para hacerla interrogativa.
- Está diseñado para ser culturalmente neutro.
- Sus morfemas básicos fueron tomados de elementos comunes o combinados de los seis idiomas más hablados (en el momento de su elaboración): chino mandarín, inglés, hindi, español, ruso y árabe, reconstruidos según las normas fonéticas y gramaticales.
- Permite un uso y aprendizaje sistemático en comparación con los lenguajes naturales.
- Posee un sistema intrincado de indicadores que efectivamente comunica actitudes y emociones.
- La simplicidad no es un criterio de su diseño.
- Aunque el objetivo inicial era investigar la hipótesis de Sapir-Whorf, la comunidad del Lojban tiene objetivos adicionales, tales como:
  - Investigación genérica sobre lingüística.
  - Investigación en inteligencia artificial y comunicación con máquinas.
  - Mejor interacción humana con los ordenadores, almacenamiento de ontologías y traducción automática de idiomas naturales.
  - Uso posible como lengua auxiliar internacional
  - Uso del idioma para la educación.
  - Creatividad personal.

## Gramática

### Fonología
El Lojban usa el alfabeto latino (existen otras formas de escribirlo, pero son poco frecuentes). El alfabeto en Lojban consta de 17 consonantes, 6 vocales y 3 caracteres auxiliares (' , .) que no son signos de puntuación. La mayoría de ellas tiene una única pronunciación aunque se permiten algunas pronunciaciones alternativas para facilitarle la pronunciación a hablantes de distintas lenguas. También tiene 16 diptongos (pero ningún triptongo). El apóstrofo (') se utiliza cuando dos vocales no forman un diptongo, carácter que por lo general se pronuncia /h/.
El Lojban se escribe todo con letras minúsculas, es decir, que las oraciones no empiezan con mayúscula. Sin embargo, se utilizan mayúsculas para indicar acentuaciones de las palabras que escapan de la norma. Las letras en Lojban y sus respectivas pronunciaciones se muestran en la siguiente tabla. Los símbolos AFI sin paréntesis muestran las pronunciaciones preferidas (las otras son similares).
|                    | consonantes | consonantes | consonantes | consonantes | consonantes | consonantes | consonantes | consonantes | consonantes | consonantes | consonantes | consonantes | consonantes | consonantes | consonantes | consonantes | consonantes | vocales | vocales | vocales | vocales | vocales | vocales | caracteres auxiliares | caracteres auxiliares | caracteres auxiliares |
| representación AFI | b           | ʃ (ʂ)       | d           | f (ɸ)       | g           | ʒ (ʐ)       | k           | l (ɭ)       | m (ɱ)       | n (ɳ, ɲ, ŋ) | p           | r ɾ, ɹ, ʀ   | s           | t           | v (β)       | x           | z           | a (ɑ)   | e (ɛ)   | i       | o (ɔ)   | u       | ə       | h (θ)                 | ʔ                     | ,                     |
| carácter latino    | b           | c           | d           | f           | g           | j           | k           | l           | m           | n           | p           | r           | s           | t           | v           | x           | z           | a       | e       | i       | o       | u       | y       | '                     | .                     | ,                     |
| carácter cirílico  | б           | ш           | д           | ф           | г           | ж           | к           | л           | м           | н           | п           | р           | с           | т           | в           | х           | з           | а       | е       | и       | о       | у       | ъ       | '                     | .                     | ,                     |

En el caso de la "r" no hay un sonido preferido, cualquier sonido rótico es igualmente aceptable.
En principio, puede haber muchos más sistemas ortográficos siempre que satisfagan las inambigüedades requeridas. Algunas de las razones para esta flexibilidad serían las siguientes:
1. El Lojban está definido por sus fonemas, por lo tanto, un sistema de representación puede ser apropiado para representar el Lojban siempre que se asignen sus símbolos de tal manera que se mantenga el isomorfismo audiovisual.

1. El Lojban pretende ser lo más culturalmente neutro que sea posible, por lo tanto, no es crucial elegir ningún sistema de representación particular (por ejemplo, el alfabeto latino). Algunos lojbanparlantes han extendido esta noción hasta afirmar que se debe buscar un sistema nativo para el lenguaje.[2]

Este artículo usará siempre el alfabeto latino, por ser el más familiar a los hablantes del idioma español.
Los 16 diptongos con /AFI/ son:
|         | ai /aj/ | ei /ɛj/ | oi /oj/ | au /aw/ |
| ia /ja/ | ie /jɛ/ | ii /ji/ | io /jo/ | iu /ju/ |
| ua /wa/ | ue /wɛ/ | ui /wi/ | uo /wo/ | uu /wu/ |
| iy /jə/ | uy /wə/ |         |         |         |

#### Numerales
En Lojban, los numerales se leen por dígitos. Existe una palabra para cada dígito decimal desde el cero hasta el nueve. Los números mayores que nueve se escriben uniendo dos o más de estas palabras en el mismo orden en que se escriben los dígitos decimales del número que se quiere representar. Por ejemplo, 28 se dice rebi. Los números del diez al quince se pueden representar de esta manera o mediante las palabras que tienen asignadas sus respectivos dígitos (A, B, C, D, E, F) en numeración hexadecimal.
| número | 0  | 1  | 2  | 3  | 4  | 5  | 6  | 7  | 8  | 9  | A   | B   | C   | D   | E   | F   |
| Lojban | no | pa | re | ci | vo | mu | xa | ze | bi | so | dau | fei | gai | jau | rei | vai |

### Morfología
El Lojban tiene tres clases de palabras: palabras predicativas, palabras estructurales y nombres. Cada una de ellas tiene propiedades únicas que las identifican de tal manera que se puede reconocer a cuál de estas categorías pertenece cada palabra. Estas categorías tienen subdivisiones propias con sus propias características morfológicas.

### Sintaxis y semántica
Las estructuras gramaticales "están definidas por un conjunto de reglas que han demostrado ser inambiguas en pruebas por computadora". A estas reglas gramaticales se les llama efectivamente "gramática de máquina". De esta gramática de máquina se derivan las características sintácticas del Lojban:
- Cada palabra tiene exactamente una interpretación gramatical
- Las palabras tienen exactamente una forma de relacionarse entre sí.

Sin embargo, estos estándares se logran con cierto cuidado:

Es importante notar que nuevos lojbanparlantes no serán capaces de hablar 'perfectamente' al empezar a aprender Lojban. De hecho, es posible que nunca puedan hablar de manera 'natural' en una conversación en Lojban. Ningún hablante de inglés habla siempre en un inglés perfecto en una conversación espontánea; los hablantes de Lojban también cometerán errores gramaticales al hablar rápidamente. Sin embargo, podrán hablar o escribir de manera inambigua si son cuidadosos, lo que es difícil si no imposible con un lenguaje natural.

Nick Nicholas y John Cowan. What Is Lojban? II.3

Las expresiones en Lojban son modulares; expresiones cortas y simples pueden anidarse en frases más largas de tal manera que las partes manifiesten una unidad gramatical. Este mecanismo permite expresar conceptos de gran complejidad lógica.
Su tipología puede considerarse básicamente Sujeto Verbo Objeto. Sin embargo, puede usarse prácticamente cualquiera:
- mi prami do (SVO)
- mi do prami (SOV)
- do se prami mi (OVS)
- do mi se prami (OSV)
- prami fa mi do (VSO)
- prami do fa mi (VOS)

Expresiones que todas equivalen a "yo amo a ti" ({mi prami do})
Esta flexibilidad está relacionada con la pretendida capacidad del lenguaje de poder expresar tantas expresiones de lenguajes naturales como sea posible, basándose en un único sistema de posiciones. El significado de la oración {mi prami do} está determinado por {prami}, la cual tiene su propia "estructura de lugares"; una relación semántica específica entre {mi} y {do}; cuando la relación de lugares entre {mi} y {do} cambia, el significado de la oración cambia también. Los ejemplos anteriores muestran los recursos que existen en Lojban para cambiar el orden de las palabras sin alterar la estructura semántica.
Como beneficios de un lenguaje lógico, existe una gran cantidad de conectivos lógicos. Estas palabras de conjunción toman diferentes formas dependiendo de qué sea lo que conectan, otra razón por la que las expresiones en Lojban son precisas y claras por lo general.
Múltiples palabras predicativas pueden concatenarse para reducir el rango semántico de una frase. En skami pilno, "usuario de computadora", la palabra skami (computadora) modifica el significado más amplio de pilno (usuario) para formar un concepto más específico. Como se puede ver, el orden en que las palabras se afectan es de izquierda a derecha, distinto de la forma más habitual del español (de derecha a izquierda).

## Ejemplos

### Frases comunes
| Lojban                 | Significado literal                                   | Español                            |
| ---------------------- | ----------------------------------------------------- | ---------------------------------- |
| coi/co'o               | [saludos!]/[adioses!]                                 | hola/adiós                         |
| pe'u                   | [por favor!]                                          | por favor                          |
| ki'e                   | [agradecido!]                                         | gracias                            |
| .u'u                   | [arrepentimiento!]                                    | perdón                             |
| xu do se sanbau/jbobau | [verdadero-falso?] eres un hablante de español/Lojban | ¿Hablas español/Lojban?            |
| ti/ta                  | esto/eso                                              | esto/eso                           |
| mi na jimpe            | Yo [falso] entiendo                                   | no entiendo                        |
| go'i                   | el enunciado anterior                                 | sí/el enunciado anterior es cierto |
| na go'i                | [falso] el enunciado anterior                         | no/el enunciado anterior es falso  |
| la'u ma                | una cantidad [cuál]                                   | ¿cuánto/cuántos?                   |
| ma jdima               | cuál precio                                           | ¿cuánto cuesta?                    |
| ma stuzi lo vimku'a    | ¿cuál es la posición de un retrete?                   | ¿dónde está el retrete?            |

### Texto
Artículo 1 de la Declaración Universal de los Derechos Humanos:
| Lojban   | ro remna cu se jinzi co zifre je simdu'i be le ry. nilselsi'a .e lei ry. selcru .i ry. se menli gi'e se sezmarde .i .ei jeseki'ubo ry. simyzu'e |
| Análisis | [ro (todo) remna (humano)] cu (es) «se jinzi (es innatemente) co (de tipo) zifre (libre) je (y) simdu'i (mutuamente igual) be (en) le ry nilselsi'a (dignidad humana) e (y) lei ry selcru (derechos humanos)» .i (.) [ ry (humanos)] «se menli (tienen mente)» gi'e (y) «se sezmarde (tienen conciencia)» .i (.) .ei (obligación) jeseku'i bo (por lo tanto) ry (humanos) «cuidarse mutuamente» |
| Español  | Todos los seres humanos nacen libres e iguales en dignidad y en derechos. Están dotados de razón y de conciencia, y deben comportarse fraternalmente los unos con los otros. |

El análisis mostrado aquí es una versión simplificada del análisis que la herramienta jbofihe produce del texto en Lojban.

### Algunas expresiones únicas del Lojban
- .oiro'o bu'onai pei
[dolor físico!] [fin de emoción] [?]
¿Ya no tienes dolor?
- mi nelci ko
Yo gusto de [imperativo] tú
¡Haz que me agrades!
- le cukta be'u cu zvati ma
El libro [necesidad] está en cuál
Necesito el libro, ¿dónde está?
- ko ga'inai nenri klama le mi zdani
[imperativo] tú [yo-en-inferioridad-social] dentro [de tipo] ir la casa relacionada conmigo
Me honraría que entraras a mi casa.
- le nanmu cu ninmu
Una o más cosas específicas que describo como "hombres" es mujer
El hombre/s es/son mujer/es.

### Trabalenguas
- lo'u lu le la li'u le'u
- le crisa srasu cu rirci crino
- tisna fa la tsani le cnita tsina lo tinci tinsa
- la bab. zbasu loi bakyzbabu loi bakygrasu
- mi na djuno le du'u klama fa makau la makaus. makau makau makau

### Un poema en Lojban (audio)
- xekri je blanu nicteⓘ

## Comparación con otros lenguajes artificiales

### Loglan
Loglan es ahora un término genérico que se refiere tanto al Loglan de James Cooke Brown, como a todos los lenguajes derivados de este. Esto ya que la organización creada por el Dr. Brown, The Loglan Institute (TLI), todavía llama a su lenguaje Loglan, es necesario mencionar que esta sección se refiere específicamente al lenguaje del TLI, y no a la familia de lenguajes derivados de este.
La principal diferencia entre el Lojban y el Loglan es su vocabulario. Un grupo separatista de Washington D. C., que más tarde formaría el Grupo de Lenguaje Lógico (LLG por sus siglas en inglés), decidió en 1986 reinventar todo el vocabulario del Loglan para así evitar los reclamos de copyright del Dr. Brown. Después de una larga batalla legal, este reclamo de copyright fue desestimado. Pero para entonces, el nuevo vocabulario ya era una parte fundamental de un nuevo lenguaje que fue llamado por sus partidarios Lojban: Una realización del Loglan.
El conjunto de palabras raíz fue la primera parte del vocabulario en ser reinventada. Las palabras en Lojban fueron hechas con los mismos principios que las del Loglan; es decir que se escogieron de entre formas candidatas de acuerdo a cuántos sonidos tenían en común con sus equivalentes en algunos de los idiomas más hablados en el mundo, lo que se multiplicó por el número de hablantes de las lenguas con las que las palabras tenían letras en común. La diferencia que produjo esta reinvención fue que las palabras raíz reflejaron ciertos cambios en el número de hablantes de los idiomas. Esto resultó en palabras que tuvieron menos sonidos tomados del inglés y más sonidos tomados del chino mandarín. Por ejemplo, la palabra en Loglan norma es equivalente a la palabra en Lojban cnano (en chino 常, pinyin cháng), que significa "normal" en ambos idiomas.
El Loglan y el Lojban todavía tienen esencialmente la misma gramática. Las oraciones declarativas más simples todavía podrían traducirse palabra por palabra entre ambos idiomas; pero su gramática difiere en algunos detalles, y en sus fundamentos formales. La gramática del Lojban está definida principalmente por el formalismo de definición lingüística YACC, con unas pocas reglas de procesamiento previas. El Loglan también tiene una gramática de máquina, pero no es definitiva aún; está basado en un número relativamente pequeño de oraciones que se ha mantenido intacto por décadas, el cual toma precedencia en caso de un conflicto gramático.
También hay muchas diferencias en cuanto a la terminología usada para hablar de los dos lenguajes. En sus escritos, Brown usaba muchos términos basados en los idiomas Inglés, Latín, y Griego, algunos de los cuales ya estaban establecidos con significados ligeramente distintos a los usados por Brown. Por otro lado, el Lojban tomó prestados libremente muchos términos de sí mismo. Por ejemplo, lo que los lingüistas llaman raíces o palabras raíz, los loglanistas lo llaman primitivas o prims, y los lojbanistas lo llaman gismu. El lexema del Loglan y el selma'o del Lojban no tienen nada que ver con el significado en lingüística de lexema. Es más bien una parte del habla, una subdivisión del conjunto de las palabras gramaticales, o partículas, que los loglanistas llaman palabras chicas y los lojbanistas cmavo. El Loglan y el Lojban usan construcciones gramaticales llamadas metáforas y tanru respectivamente; estas no son verdaderas metáforas, sino una suerte de relación modificante-modificando similar a la relación adverbio-verbo en español. Una palabra prestada en Loglan se llama simplemente préstamo; pero en Lojban se dice fu'ivla.
En la nueva fonología del Lojban, la consonante q y la vocal w fueron removidas, y la consonante h fue remplazada por x. La consonante ' (apóstrofo) fue añadida con el valor de /h/ en el Alfabeto Fonético Internacional, sin embargo algunos hablantes usan el sonido /θ/)

### Lojsk
Fue concebido por Ari Reyes, fuertemente influenciado por el Loglan, el Lojban, el Universal Networking Language (UNL), el Esperanto, el Visual Basic, las Palabras rápidas de Dutton, el Ceqli y el Gua\spi. Está diseñado para estar más orientado a monosílabos. Esta característica podría llevar al Lojsk a ser aún más sensible en ambientes ruidosos que el Lojban.

### Voksigid
El Voksigid, creado por un grupo de trabajo en Internet liderado por Bruce R. Gilson, pretende construir un lenguaje predicativo diferente de otros. Su sintaxis está influenciada en cierta medida por el japonés, y su vocabulario está basado principalmente en raíces europeas. El Loglan y el Lojban ambos usan el orden de las palabras para marcar las partes de una predicación, pero ya que recordar qué posición se refiere a qué significado puede estar más allá de la capacidad de memorización de la mayoría de las personas, Voksigid se diseñó para superar ese problema. Usa una gran variedad de proposiciones con contenidos semánticos específicos para marcar los roles de los argumentos en usar el orden de los mismos para indicarlo.

### Gua\spi
Gua\spi es un descendiente del Lojban y el Loglan que utiliza tonos de aspecto chino para marcar las estructuras gramaticales. Fue desarrollado por Jim Carter. Al usar tonos en lugar de palabras estructurales, y cortado los predicados de dos a una palabra, Carter ha resuelto un problema menor en los predecesores del Gua\spi: les lleva muchas sílabas decir las cosas.

## Comunidad

### En Internet
Las actividades de la comunidad de lojban se dan en gran parte a través de Internet:
- Lojban.org: Un sitio mantenido por sus usuarios que es un reflejo de la comunidad de lojban fuera del LLG.
- Lojban IRC (irc.freenode.net #lojban): Situado en la red Freenode (IRC). Se puede usar una interfaz web como alternativa a los clientes IRC.
- Lista de correo Lojban: Una lista de correo dedicada a hablar y aprender acerca del lenguaje (orientada a principiantes).
- jbovlaste: La interfaz de edición del diccionario oficial de Lojban. Creada por Jay Kominek, actualizada por Robin Lee Powell. Se pueden proponer nuevas palabras en Lojban con definiciones y ejemplos, o votar por otras palabras experimentales.
- jbobac: Un foro web con discusiones hechas principalmente en archivos de sonido.
- samxarmuj/The Lojban Moo: Un ambiente multiusuario similar a los antiguos juegos de aventuras. Se proporciona una guía aquí.
- le jbopre pe lj's Journal: Un blog comunitario.
- lojban-valsi Archivado el 10 de marzo de 2013 en Wayback Machine.: Una lista de correo de que envía una palabra al día en Yahoo! Grupos.
- jbotcan: Una comunidad de personas que practican su Lojban, hacen preguntas y proponen ideas relacionadas con el Lojban.
- uikipedias: Wikipedia en Lojban, donde las discusiones pueden hacerse en inglés.

### El Logfest
Se han organizado encuentros de lojbanparlantes en los Estados Unidos desde 1990, llamados Logfests. Es mayormente informal, dura un fin de semana, siendo la única actividad programada la reunión anual del LLG. Los que no pueden estar presentes pueden de todos modos involucrarse vía IRC. Las actividades son cualquier cosa que los asistentes quieran hacer: conversaciones en lojban, lecciones, discusiones técnicas, o socializar.

### Población
El número total de lojbanparlantes es desconocido.
De acuerdo con Lojban.org, algunos lugares con concentraciones considerables de lojbanparlantes son:
- Australia, Israel, Estados Unidos

También Frappr.com muestra que a fecha de marzo de 2009, personas de los siguientes países han tomado interés por el lenguaje:
- Alemania, Argentina, Canadá, China, Estados Unidos, Estonia, Francia, Irlanda, México, Países Bajos, Nueva Zelanda, Noruega, Rusia, Tailandia, Ucrania, Reino Unido, y Venezuela.

Se ha señalado que, por lo general, hay poca participación de hablantes de Hindi, a pesar de que la naturaleza etimológica del vocabulario del Lojban está fuertemente influida por este idioma.
A continuación hay algunas de las personalidades más notables que han contribuido al desarrollo del Lojban:
- Bob LeChevalier (alias lojbab): presidente del LLG.
- John Cowan: autor de The Complete Lojban Language.
- Jorge Llambías (alias xorxes): uno de los lojbanparlantes más involucrados y que ha realizado varias traducciones. También es una figura prominente en la lista de correo, ayudando a los principiantes con el lenguaje.
- Matt Arnold (alias epkat): uno de los lojbanparlantes más activos. Ha estado contribuyendo con el proyecto de traducción y el desarrollo de software.
- Nick Nicholas (alias nitcion): lingüista australiano, fue el primer lojbanparlante en hablar el idioma de manera fluida. Ha escrito muchas cosas en lojban incluyendo Lojban para principiantes en coautoría con Robin Turner.

- Robin Lee Powell (alias camgusmis): El actual administrador de lojban.org. Provee el ancho de banda con el que se sirve el sitio. También ha escrito varios materiales en Lojban.
- Robin Turner: Un filósofo inglés. Es el coautor de Lojban for Beginners.

## Literatura y Recursos

### Literatura
Como la mayoría de los lenguajes con pocos hablantes, el Lojban carece de un gran cuerpo de literatura asociada, y su potencial creativo no ha sido desarrollado en toda su extensión (Por ejemplo, se considera que el verdadero potencial de su sistema actitudinal no será desarrollado a menos que se tenga una comunidad de niños que hayan crecido en un entorno multicultural de lojbanparlantes). Sin embargo, recursos masivos de conocimiento, como Wikipedia en lojban, pueden ser capaces de expandir el horizonte léxico del lenguaje.
Los textos en Lojban actualmente disponibles están principalmente concentrados en Lojban.org, aunque existen blogs independientes en Lojban también. El canal IRC en Lojban, (o su archivo) tiene una colección de expresiones en Lojban, pero su corrección gramatical no está garantizada. Estos materiales disponibles en internet incluyen tanto trabajos originales como traducciones de piezas clásicas del campo de los lenguajes naturales, desde poesía, cuentos, novelas, hasta ensayos académicos. Esto ha sido comparado con un proyecto crestomático para producir una colección de textos traducidos con el objetivo de mostrar una amplia variedad de ejemplos del lenguaje con una variedad de géneros y estilos. Algunos ejemplos de los trabajos que están disponibles:
- Alicia en el País de las Maravillas por el autor Británico-Irlandés Lewis Caroll
- Las Mil y Una Noches (un relato árabe clásico).
- La Luna es una Ama Severa (Capítulo 1) por el autor de ciencia ficción Robert A. Heinlein
- El Profeta por el autor libanés Kalil Gibrán
- Cosas pequeñas por el autor de historias cortas Raymond Carver
- El Hombre y la Serpiente por el autor de historias cortas y satíricas Ambrose Bierce
- El libro por el autor de terror H. P. Lovecraft
- La leyenda de Zelda (un juego fantástico de NES) por Nintendo [cita requerida]

### Recursos de aprendizaje
Aparte de la práctica del lenguaje, algunos miembros de la comunidad y del LLG han desarrollado proyectos para ayudar a los estudiantes. The Complete Lojban Language, la última palabra en todos los aspectos de Lojban, es uno de ellos, finalizado en 1997. Algunos de los proyectos, con diferentes grados de desarrollo son:
- Analizadores gramaticales:
  - jbofi'e (por Richard Curnow)
  - analizador gramatical oficial (Robin Lee Powell)
  - valfendi (por Pierre Abbat)
- Diccionario/base de datos:
  - jbovlaste (por Robin Lee Powewll)
  - Reference Database (por Matt Arnold)